# Nondenticentrus brevivalvulatus
Nondenticentrus brevivalvulatus är en insektsart som beskrevs av Chou och Yuan. Nondenticentrus brevivalvulatus ingår i släktet Nondenticentrus och familjen hornstritar. Inga underarter finns listade i Catalogue of Life.